# 米迪峰 (本寧阿爾卑斯山脈)
46°13′46″N 7°31′45″E / 46.229583°N 7.529167°E

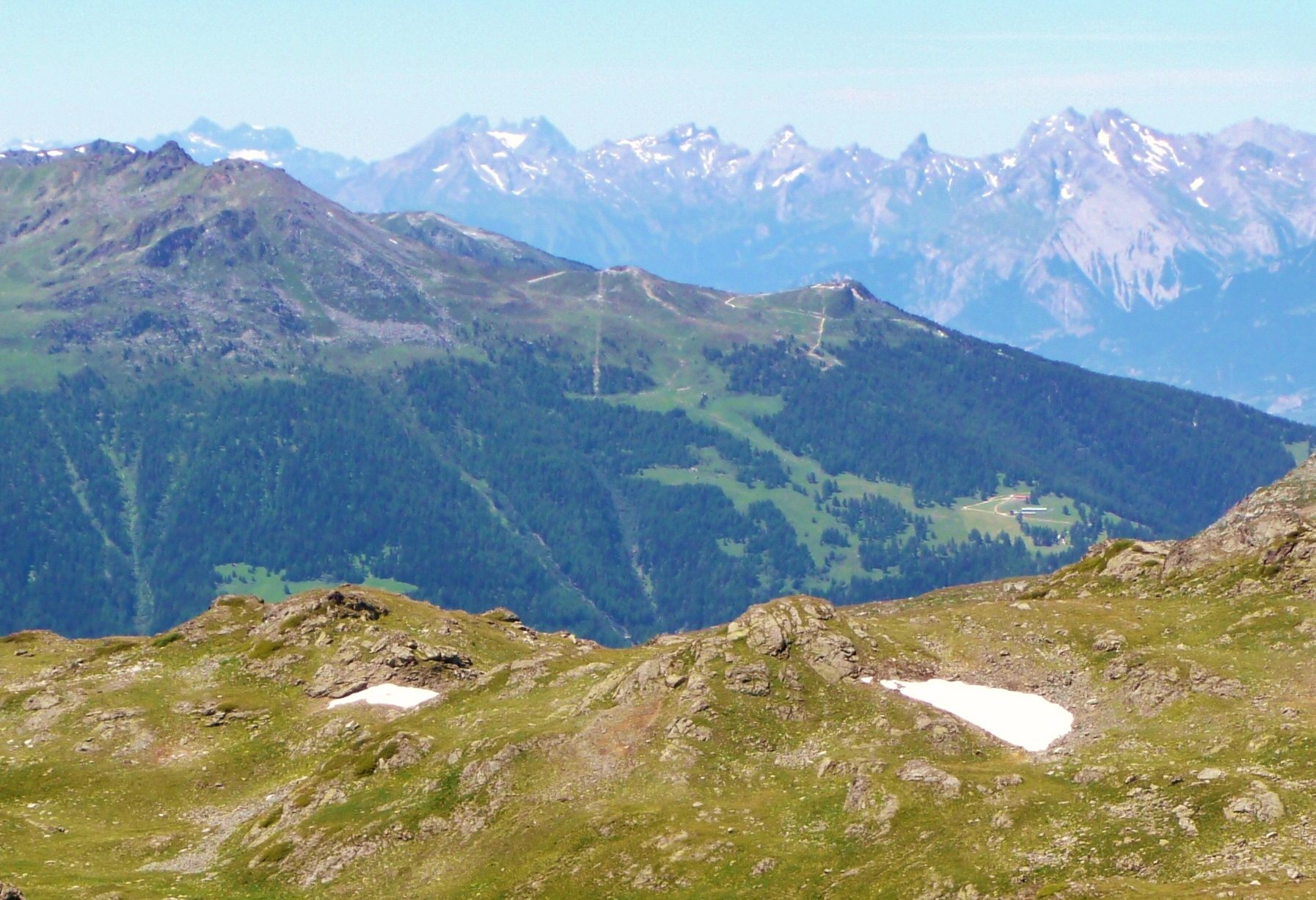

米迪峰（Crêt du Midi），是瑞士的山峰，位於該國西南部，由瓦萊州負責管轄，屬於本寧阿爾卑斯山脈的一部分，海拔高度2,332米，每年平均降雨量1,585毫米。